# Persone di nome Isabelle
| Questa pagina contiene informazioni ricavate automaticamente dalle voci biografiche con l'ausilio del template Bio e di un bot. L'aggiornamento è periodico e automatico e ricostruisce completamente la pagina. Se manca una persona in questa lista, sei pregato di non aggiungerla, ma accertati piuttosto che la sua voce biografica contenga il template Bio e che i dati anagrafici siano correttamente compilati. Se il template Bio manca, inseriscilo tu stesso o, in alternativa, metti l'avviso {{tmp\|Bio}} che ne segnala la mancanza. Se i dati riportati sono sbagliati, correggi direttamente la voce biografica; le modifiche saranno visibili in questa lista entro pochi giorni. Per chiarimenti vedi il progetto antroponimi. La lista contiene solo le 96 persone che sono citate nell'enciclopedia e per le quali è stato implementato correttamente il template Bio. Pagina aggiornata al 22 lug 2025. |

Questa è una lista di persone presenti nell'enciclopedia che hanno il nome Isabelle, suddivise per attività principale.

## Archeologhe(1)
- Isabelle Attard, archeologa e politica francese (Vendôme, n. 1969)

## Arrampicatrici(1)
- Isabelle Patissier, arrampicatrice francese (Sainte-Foy-lès-Lyon, n. 1967)

## Artiste(2)
- Isabelle Borg, artista maltese (Londra, n. 1959 - Malta, † 2010)
- Isabelle Collin Dufresne, artista francese (La Tronche, n. 1935 - New York, † 2014)

## Atlete paralimpiche(1)
- Isabelle Foerder, ex atleta paralimpica tedesca (Zwickau, n. 1979)

## Attrici(19)
- Isabelle Adjani, attrice e cantante francese (Parigi, n. 1955)
- Isabelle Adriani, attrice italiana (Umbertide, n. 1972)
- Isabelle Allen, attrice britannica (Salisbury, n. 2002)
- Isabelle Blais, attrice e cantante canadese (Trois-Rivières, n. 1975)
- Zabou Breitman, attrice, regista e sceneggiatrice francese (Parigi, n. 1959)
- Isabelle Candelier, attrice francese (Albi, n. 1963)
- Isabelle Carré, attrice francese (Parigi, n. 1971)
- Isabelle Corey, attrice francese (Metz, n. 1939 - Crozon, † 2011)
- Isabelle Cornish, attrice e modella australiana (Lochinvar, n. 1994)
- Isabelle Fuhrman, attrice statunitense (Washington, n. 1997)
- Isabelle Gélinas, attrice canadese (Montréal, n. 1963)
- Isabelle Huppert, attrice francese (Parigi, n. 1953)
- Isabelle Illiers, attrice francese
- Isabelle Renauld, attrice francese (Saint-Malo, n. 1966)
- Isabelle Nanty, attrice francese (Verdun, n. 1962)
- Isabelle Pasco, attrice e modella francese (Perpignano, n. 1966)
- Isabelle Sadoyan, attrice francese (Lione, n. 1928 - Saint-Didier-au-Mont-d'Or, † 2017)
- Isabelle Vitari, attrice, regista e sceneggiatrice francese (Aubervilliers, n. 1978)
- Isabelle de Funès, attrice, cantante e modella francese (Parigi, n. 1944)

## Calciatrici(4)
- Isabelle Iliano, calciatrice belga (n. 1997)
- Isabelle Linden, ex calciatrice tedesca (Colonia, n. 1991)
- Isabelle Mambingo, calciatrice camerunese (n. 1985)
- Isabelle Meyer, calciatrice svizzera (Langenthal, n. 1987)

## Cantanti(4)
- Isabelle Aubret, cantante francese (Lilla, n. 1938)
- Isabelle Boulay, cantante canadese (Sainte-Felicité, n. 1972)
- France Gall, cantante francese (Parigi, n. 1947 - Neuilly-sur-Seine, † 2018)
- ZAZ, cantante francese (Tours, n. 1980)

## Cantautrici(2)
- Isabelle Antena, cantautrice francese (Villepinte, n. 1960)
- Zazie, cantautrice francese (Boulogne-Billancourt, n. 1964)

## Cestiste(6)
- Isabelle Désert, ex cestista francese (Morlaix, n. 1962)
- Isabelle Fijalkowski, ex cestista francese (Clermont-Ferrand, n. 1972)
- Isabelle Grenier, ex cestista canadese (n. 1978)
- Isabelle Harrison, cestista statunitense (Nashville, n. 1993)
- Isabelle Laug, ex cestista francese (Hazebrouck, n. 1962)
- Isabelle Yacoubou, ex cestista, ex pesista e allenatrice di pallacanestro beninese (Godomey, n. 1986)

## Chimiche(1)
- Isabelle Stengers, chimica belga (Bruxelles, n. 1949)

## Danzatrici su ghiaccio(2)
- Isabelle Delobel, ex danzatrice su ghiaccio francese (Clermont-Ferrand, n. 1978)
- Isabelle Duchesnay, ex danzatrice su ghiaccio canadese (n. 1963)

## Esploratrici(1)
- Isabelle Eberhardt, esploratrice e scrittrice svizzera (Ginevra, n. 1877 - Aïn Séfra, † 1904)

## Ginnaste(1)
- Isabelle Tavano, ginnasta italiana (Udine, n. 2007)

## Giornaliste(1)
- Isabelle Juppé, giornalista e romanziera francese (Saint-Lô, n. 1961)

## Magistrate(1)
- Isabelle Berro-Amadeï, magistrata e diplomatica monegasca (Monaco, n. 1965)

## Magistrati(1)
- Isabelle Lonvis-Rome, magistrato, scrittrice e politica francese (Bourg-en-Bresse, n. 1963)

## Modelle(5)
- Isabelle Benard, modella francese (n. 1966)
- Isabelle Caro, modella e attrice teatrale francese (Aubergenville, n. 1980 - Parigi, † 2010)
- Isabelle Darras, modella greca (n. 1978)
- Isabelle Krumacker, modella francese (n. 1956)
- Isabelle Turpault, modella francese

## Nobildonne(2)
- Isabelle de la Tour, nobildonna francese (Limeuil, n. 1535 - Parigi, † 1609)
- Isabelle de Beauvau, nobildonna francese († 1476)

## Nuotatrici(3)
- Isabelle Blanchet-Rampling, nuotatrice artistica canadese (n. 1985)
- Isabelle Härle, ex nuotatrice tedesca (Bad Saulgau, n. 1988)
- Isabelle Thorpe, nuotatrice artistica britannica (Bristol, n. 2001)

## Ostacoliste(1)
- Isabelle Pedersen, ostacolista norvegese (Bergen, n. 1992)

## Pallavoliste(1)
- Isabelle Haak, pallavolista svedese (Lund, n. 1999)

## Pattinatrici artistiche su ghiaccio(1)
- Isabelle Brasseur, ex pattinatrice artistica su ghiaccio canadese (n. 1970)

## Pattinatrici di short track(1)
- Isabelle Charest, ex pattinatrice di short track canadese (Rimouski, n. 1971)

## Pattinatrici di velocità su ghiaccio(1)
- Isabelle Weidemann, pattinatrice di velocità su ghiaccio canadese (Ottawa, n. 1995)

## Pilote di rally(2)
- Isabelle Barciulli, pilota di rally e copilota di rally italiana (Firenze, n. 1986)
- Isabelle Galmiche, copilota di rally francese (Ternuay-Melay-et-Saint-Hilaire, n. 1971)

## Pittrici(1)
- Fanny Geefs, pittrice belga (Bruxelles, n. 1807 - Schaerbeek, † 1883)

## Poetesse(1)
- Isabelle Lévesque, poetessa e critica letteraria francese (Les Andelys, n. 1967)

## Politiche(4)
- Isabelle Blume, politica belga (Baudour, n. 1892 - Bruxelles, † 1975)
- Isabelle Durant, politica belga (Bruxelles, n. 1954)
- Isabelle Ebanda, politica camerunese (Douala, n. 1936)
- Isabelle Morin, politica canadese (n. 1984)

## Registe(1)
- Isabelle Broué, regista e sceneggiatrice francese (Parigi, n. 1968)

## Schermitrici(2)
- Isabelle Boéri-Bégard, ex schermitrice francese (n. 1960)
- Isabelle Pentucci, ex schermitrice svizzera (n. 1967)

## Sciatrici alpine(5)
- Isabelle Fabre, ex sciatrice alpina francese (n. 1971)
- Isabelle Girard, ex sciatrice alpina svizzera (n. 1945)
- Isabelle Huber, ex sciatrice alpina tedesca (n. 1981)
- Isabelle Mir, ex sciatrice alpina francese (Saint-Lary-Soulan, n. 1949)
- Isabelle Stiepel, ex sciatrice alpina tedesca (Wuppertal, n. 1990)

## Scrittrici(3)
- Isabelle de Gélieu, scrittrice e traduttrice svizzera (Lignières, n. 1779 - Corgémont, † 1834)
- Isabelle Wéry, scrittrice, attrice e drammaturga belga (Liegi, n. 1970)
- Isabelle de Charrière, scrittrice olandese (Zuilen, n. 1740 - Colombier, † 1805)

## Soprani(1)
- Isa Kremer, soprano russa (Bălți, n. 1887 - Córdoba, † 1956)

## Storiche(1)
- Isabelle Chabot, storica francese (Aix-en-Provence)

## Tenniste(2)
- Isabelle Demongeot, ex tennista francese (Gassin, n. 1966)
- Isabelle Haverlag, tennista olandese (Bussum, n. 2001)

## Triatlete(1)
- Isabelle Mouthon-Michellys, triatleta francese (Annecy, n. 1966)

## Tuffatrici(2)
- Isabelle Arène, ex tuffatrice francese (n. 1958)
- Isabelle White, tuffatrice britannica (Willesden, n. 1894 - Muswell Hill, † 1972)

## Velociste(1)
- Isabelle Daniels, velocista statunitense (Jakin, n. 1937 - Atlanta, † 2017)

## Violiniste(2)
- Isabelle Faust, violinista tedesca (Esslingen am Neckar, n. 1972)
- Isabelle van Keulen, violinista e violista olandese (Mijdrecht, n. 1966)

## Senza attività specificata(4)
- Isabelle Blanc, ex snowboarder francese (Nîmes, n. 1975)
- Isabelle Ciaravola, ex ballerina francese (Ajaccio, n. 1972)
- Isabelle Guérin, ex ballerina francese (Rosny-sous-Bois, n. 1961)
- Isabella d'Orléans, contessa francese (Parigi, n. 1900 - Louveciennes, † 1983)